# Jardin de l'Évêché (Blois)
Pour les articles homonymes, voir Jardin de l'Évêché.
Les jardins de l’Évêché sont un jardin public accolé à l’hôtel de ville et la cathédrale de Blois, en région Centre-Val de Loire.
Situés en hauteur du coteau du val ligérien, ils offrent une vue imprenable sur la vallée de la Loire et sur l’ancien faubourg de Vienne, de l’autre côté de la Loire. Anciens jardins du palais épiscopal, ils sont aujourd'hui propriété de la municipalité, qui l'a aménagé en parc urbain, agrémenté d'un espace botanique et d'une remarquable roseraie.

## Histoire
À la fin du XVIIe siècle, le pape Innocent XII crée un évêché à Blois. Le premier évêque nommé est David Nicolas de Bertier, en 1697. Ce dernier, ne sachant pas où installer son siège, cherche, parmi les églises de la ville, celle qui pourrait devenir cathédrale. Il s’oriente vers l’église Sainte-Solenne, alors en fin de reconstruction. 
La cathédrale, dédiée à Saint Louis, est inaugurée en l’an 1700. À la suite de l’installation de l’évêque, et durant toute la première moitié du XVIIIe siècle, des jardins en terrasse sont aménagés sur le site. Cependant, l’espace dédié à la cathédrale et à ses abords n’est pas encore entièrement délimité. C’est pour cela que le second évêque de Blois, Mgr François Lefebvre de Caumartin, achète des terrains adjacents, vers 1720. 
Tout au long du XVIIIe siècle, les différents évêques de Blois embellissent l’évêché et ses jardins. L’un d’entre eux, Mgr Amédée de Lauzières de Thémines, envisage un énorme projet en 1730, qui permettrait d’accéder aux terrasses du palais épiscopal en passant par l’actuel quai Saint-Jean, afin d’avoir un accès plus facile à la résidence. Pour réaliser ce projet, il faut vérifier que les murs sont solides. Or, en 1753, un mur menace de s’effondrer et c’est à ce moment que sont réalisées, dans la précipitation, des consolidations urgentes qui consistent en de petites terrasses intermédiaires. En 1770, Mgr May de Termont s’installe dans le palais épiscopal. Il y engage Jean-Baptiste Collet, un architecte et contrôleur des bâtiments du roi.

## Les jardins actuels
Malgré certaines modifications au niveau de la végétation, le jardin d’aujourd’hui ressemble beaucoup à l’original, comme le prouve un plan datant de 1793. La superficie en a été réduite au nord-est en raison de la vente d’une partie du potager à la Révolution française[réf. nécessaire].
Les jardins de l’Évêché ont été réaménagés en 1991 pour accueillir une roseraie, un jardin des sens et un jardin aromatique. La roseraie des terrasses de l’Évêché est située sur la terrasse basse : elle offre des couleurs vives et de multiples parfums dès le printemps. Le jardin des sens est un lieu semi-clos dominant la vieille ville et la Loire. Il est situé dans le parc, derrière l’actuel hôtel de ville.

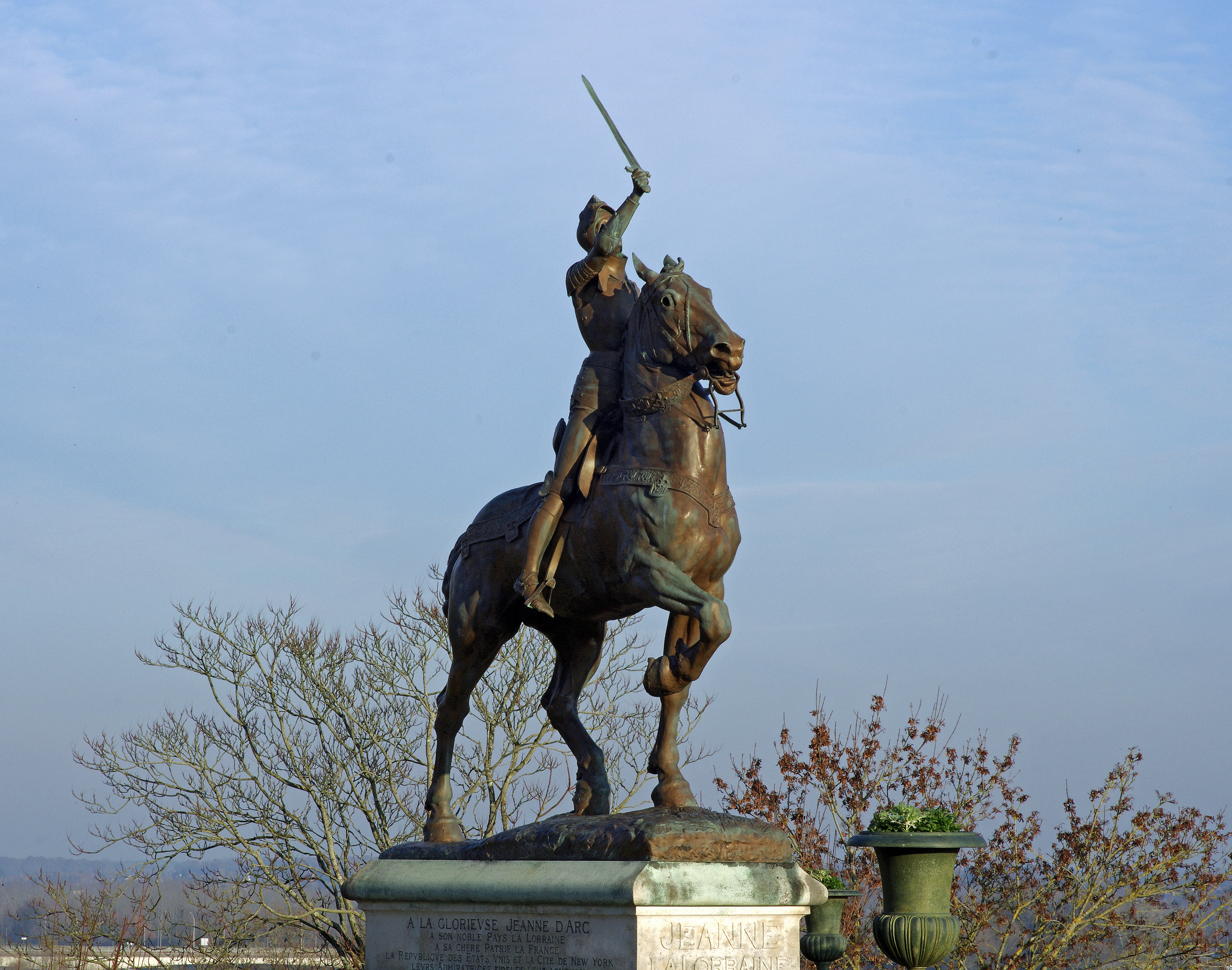
Statue équestre de Jeanne d'Arc, dans le jardin de l'Évêché de Blois.